# Hydrokolloide
Der Begriff Hydrokolloide (von griechisch ὕδωρ hýdōr „Wasser“ und κόλλα kólla „Leim“) umfasst eine große Gruppe von Polysacchariden und Proteinen, die in Wasser als Kolloide in Lösung gehen und ein hohes Vermögen zur Gelbildung zeigen.

## Herkunft
Fast alle Hydrokolloide stammen aus der Natur:
- Landpflanzen: Stärkemehle, Cellulose, Pektine (E 440), Gummi Arabicum (E 414), Galactomannane wie Guarkernmehl (E 412), Carubin (E 410) aus dem Johannisbrotbaum und Konjak (E 425) aus der Teufelszunge sowie viele andere
- Algen: Agar (E 406), Carrageen (E 407), Alginate (E 400–E 404)
- Tiere: Gelatine, Caseinate uva.
- Bakterien: Xanthan (E 415), Gellan (E 418), Dextrane, Scleroglucan.

Hydrokolloide werden mit unterschiedlichen Verfahren gewonnen und oft zusätzlich modifiziert, um ihre Eigenschaften gezielt zu steuern.

## Eigenschaften und Funktionen
Mit Hydrokolloiden, beispielsweise Pentosanen und Guarkernmehl, lässt sich der Wasseranteil in Lebensmitteln erhöhen und die Retrogradation der Stärke in einem Teig stören.

### Viskosität
Durch ihre Größe und intermolekulare Wechselwirkung sind die Hydrokolloide in der Lage, die Viskosität einer Lösung zu erhöhen, also ihre „Beweglichkeit“ zu verringern. Das Ausmaß der Viskositätserhöhung hängt wesentlich von der Konzentration und der chemischen Natur des Hydrokolloids ab.
Die Viskositätserhöhung ermöglicht den Einsatz der Hydrokolloide als Verdickungsmittel, z. B. um Puddingspeisen dauerhaft aufschäumen zu können oder als „Sattmacher“ in Diätprodukten.

### Gelbildung
Unter bestimmten Bedingungen bilden Hydrokolloide Gele. Es entstehen dreidimensionale, ungeordnete Netzwerke verknüpfter Hydrokolloide, in denen das Lösemittel eingeschlossen ist. Das Ausmaß der Gelbildung und die Geleigenschaften hängen nicht nur vom Hydrokolloid und dessen Konzentration ab, sondern meist auch von Temperatur, pH-Wert, Fremdstoffen und Gerinnungszeit.
Die Gelbildung wird bei der Herstellung von Pudding, Gelee, Gummibärchen, Konfitüren uva. genutzt.

### Löslichkeit
Hydrokolloide können meist trotz ihrer Größe und Oberfläche in großen Mengen in Wasser gelöst werden. Der Grund dafür ist hauptsächlich das Vorhandensein elektrischer Ladungsträger und großer Hydrathüllen am Hydrokolloid. 
Diese Eigenschaften stabilisieren nicht nur das Hydrokolloid selbst in wässriger Lösung, sondern machen es zusätzlich möglich, dass sich andere Stoffe lösen können, die sonst ausfallen würden.
Diese Eigenschaft der Hydrokolloide als Stabilisator wird in vielen Milchprodukten genutzt.

## Verwendung

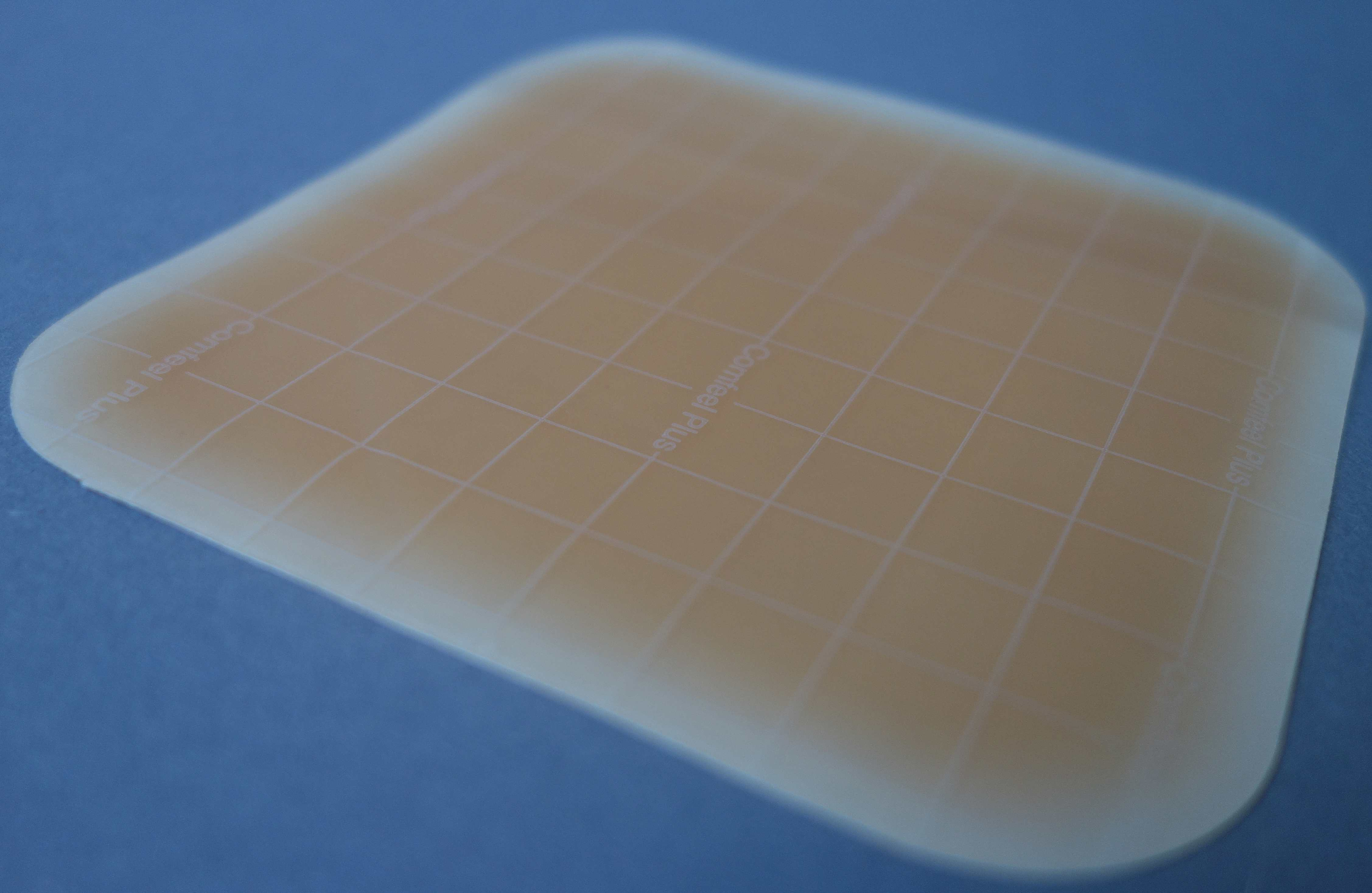
Hydrokolloide Wundauflage

Hydrokolloide finden hauptsächlich Verwendung in der Lebensmitteltechnologie. Auch bei der Herstellung von Kosmetika oder Sicherheitsbrennpaste für Fonduebrenner werden sie eingesetzt. In der Medizin leisten Hydrokolloide wertvolle Dienste als hydrokolloidale Wundauflagen in der Wundbehandlung.
Ferner wird Hydrokolloid in der Zahnmedizin als Abformmaterial, für Abformungen von Körperteilen am lebenden Menschen, von technischen Objekten, für Totenmasken und im Präparations- und musealen Bereich verwendet.
1926 kam es zuerst in der Schweiz zur Erfindung der hydrokolloiden Abdruckmasse „Negocoll“ durch den Arzt Alfons Poller. 1936 folgte die Entwicklung der hydrokolloiden Abdruckmasse „Formalose“ in Deutschland durch Alfons Schmidt.

## Weblink
- Lehrfilm zeigt hydrokolloid Abdrucktechnik in der Implantatprothetik (historischer Film)